# 박홍섭
박홍섭(朴弘燮, 1942년 6월 6일 ~ )은 대한민국의 정치인이다. 3선 마포구청장을 역임했다.

## 학력
- 1955.2 마포 용강초등학교 졸업(38회)
- 1958.2 마포 숭문중학교 졸업 (21회)
- 1961.2 마포 숭문고등학교 졸업 (10회)
- 1968.8 성균관대학교 법학과 졸업
- 1997.8 고려대학교 노동대학원 수료

## 경력
- 1970-1971 크리스찬아카데미 간사
- 1974-1985 한국노총 조직차장,기획부장,조직부장,중앙교육원 교무부장,홍보실장
- 1985-1985 사북사태 이후 한국노총의 민주화를 위해 노력하다 집단해직
- 1988-1991 통일민주당 마포갑지구당 위원장
- 1989-1991 통일민주당 노동정책연구소(위원장 노무현) 상임부위원장
- 1993-1995 근로복지공사 사장
- 1995-1998 근로복지공단 이사장
- 2000-2002 한국여성상담센터 이사
- 2002-2006 민선3기 서울 마포구청장
- 2007-2007 민주당 대통령선거 중앙선대위 가족행복위원회 서울서부지역 집행위원장
- 2008-2009 생명과평화포럼 초대대표
- 2010-2014 민선5기 서울 마포구청장
- 2011-2011 민주당 지방기업육성특별위원회 위원장
- 1998-현 재 남북민간교류협의회 공동대표(현)
- 1989-현 재 한국노동사회연구소 이사(현)
- 2011-현 재 사단법인 한국소아당뇨인협회 상임고문(현)
- 2014-현 재 동아시아미래재단 이사(현)
- 2014-2018 민선6기 서울 마포구청장

## 수상
- 1972년 서울특별시 모범시민상
- 2004년 지역산업정책대상 최우수 자치단체장상
- 2011년 한국지역신문협회 기초단체장부문 행정대상
- 2012년 한국매니페스토실천본부 청렴공약분야 우수상
- 2013년 천주교 서울대교구장 염수정 감사패
- 2013년 국제평화언론대상 자치행정대상
- 2014년 대한적십자사 서울특별지사 감사장
- 2014년 서울특별시 노동조합위원장 감사패

## 역대 선거 결과
|  | 24.71% |

|  | 47.61% |

|  | 54.72% |

|  | 15.61% |

|  | 49.17% |

|  | 53.11% |